# Blumenow
Blumenow ist ein Ortsteil der Stadt Fürstenberg/Havel im Norden des Landes Brandenburg (Landkreis Oberhavel). Blumenow liegt an der Havel in einer wald- und seenreichen Umgebung, etwa dreizehn Kilometer südöstlich des Hauptortes Fürstenberg.

## Geschichte
Die erste urkundliche Erwähnung des Ortes erfolgte im Jahr 1309 als Blumenowe. Damals gehörte die Gegend zu Mecklenburg. Der Name des Dorfes Blumenow leitet sich von „Blumen-Aue“ (mittelniederdeutsch ouwe für Aue) ab. Von 1352 bis 1471 gehörte der Ort der mecklenburgischen Nebenlinie Stargard. So beklagte sich der stargardsche Herzog Heinrich im Jahr 1424  über Räubereien in seinem Dorf Blumenow durch Priegnitzer und Ruppiner Knappen. Im Jahr 1427 erwarb Henning von Zarnekow (Zernickow, Zerneckow) das halbe Dorf. Dessen Geschlecht bekam im Jahr 1484 durch die mecklenburgischen Herzöge Magnus II. und Balthasar die Lehnsrechte bestätigt. Von 1500 bis 1571 gab es neben den von Zarnekow noch die von Behr im Ort. So gab es 1568 zwei Rittergüter und 17 Bauernhöfe im Ort. 1584  gehörte Blumenow zum Bistum Brandenburg. Im Jahr 1600 teilten die Grundherren von Zarnekow und Priegnitz (Adelsgeschlecht) und Oertzen (Adelsgeschlecht) die Herrschaft über das Dorf. Im Jahr 1667 übernahm Herzog Gustav Adolf (Mecklenburg) die verpfändeten Güter derer von Zarnekow und überließ sie gegen Pfand den Erben des Matthäus Thun. Victor Sigismund von Oertzen auf Klockow wurde im Jahr 1694 mit Blumenow nach dessen Einlösung von den Thunschen Erben belehnt und Blumenow blieb bis 1901 im Besitz der Familie. Seit 1701 gehört Blumenow zum Strelitzschen Teil Mecklenburgs. Nach dem Einzug der letzten verbliebenen Bauernstellen  im Jahr 1796 ist Blumenow ein typisches mecklenburgisches Gutsdorf. Im Jahr 1812 wird das Blumenower Vorwerk vom Hauptgut getrennt und 1813 als selbständiges Rittergut in Mecklenburg-Strelitz geführt. Das Gut und das Dorf bekamen den Namen des neuen Besitzers Boltenhof. In den Jahren von 1887 bis 1890 wurde eine Chaussee nach Dannenwalde gebaut.
Im  Jahr 1901 lebten in Boltenhof 85 Einwohner. Rittmeister Alexander von Oertzen war gezwungen, das Gut 1905 an den Rentier Carl von Freeden zu verkaufen. Dieser schenkte der Gemeinde eine neue Kirchenorgel. Das Lehngut Boltenhof wurde ein Jahr später in ein Allodium umgewandelt, Grund und Boden gehörten nun Kommerzienrat Bolle aus Berlin.
Der Kölner Kaufmann Albert Bernhard Hansen erwarb das herrschaftliche Rittergut mit Herrenhaus, Park und Garten aus der Konkursmasse von Heinz Lahusen (welcher das Gut erst 1926 erwarb) für 450.000 Reichsmark. Mit 60 Angestellten bewirtschaftete Hansen fast 1000 Hektar landwirtschaftlichen Boden und Gewässer.
1945 floh der Gutsbesitzer vor den heranrückenden sowjetischen Truppen aus Blumenow.
Durch Fahrlässigkeit brannte das barocke Blumenower Herrenhaus 1946 bis auf die Grundmauern nieder.
Zum 1. Juli 1950 wurde die Gemeinde Blumenow zusammen mit den anderen Orten des Fürstenberger Werders aus dem mecklenburgischen Landkreis Neustrelitz in den brandenburgischen Landkreis Templin umgegliedert.
Blumenow wurde am 26. Oktober 2003 nach Fürstenberg/Havel eingemeindet.

## Bevölkerungsentwicklung
| Jahr | Einwohner |
| ---- | --------- |
| 1875 | 153       |
| 1890 | 112       |
| 1925 | 191       |
| 1933 | 158       |
| 1939 | 232       |

| Jahr | Einwohner |
| ---- | --------- |
| 1946 | 521       |
| 1950 | 543       |
| 1964 | 389       |
| 1971 | 367       |
| 1981 | 293       |

| Jahr | Einwohner |
| ---- | --------- |
| 1985 | 296       |
| 1989 | 258       |
| 1990 | 252       |
| 1991 | 240       |
| 1992 | 238       |

| Jahr | Einwohner |
| ---- | --------- |
| 1993 | 246       |
| 1994 | 239       |
| 1995 | 252       |
| 1996 | 234       |
| 1997 | 244       |

| Jahr | Einwohner |
| ---- | --------- |
| 1998 | 239       |
| 1999 | 247       |
| 2000 | 233       |
| 2001 | 226       |
| 2002 | 229       |

Gebietsstand des jeweiligen Jahres

## Kultur und Sehenswürdigkeiten

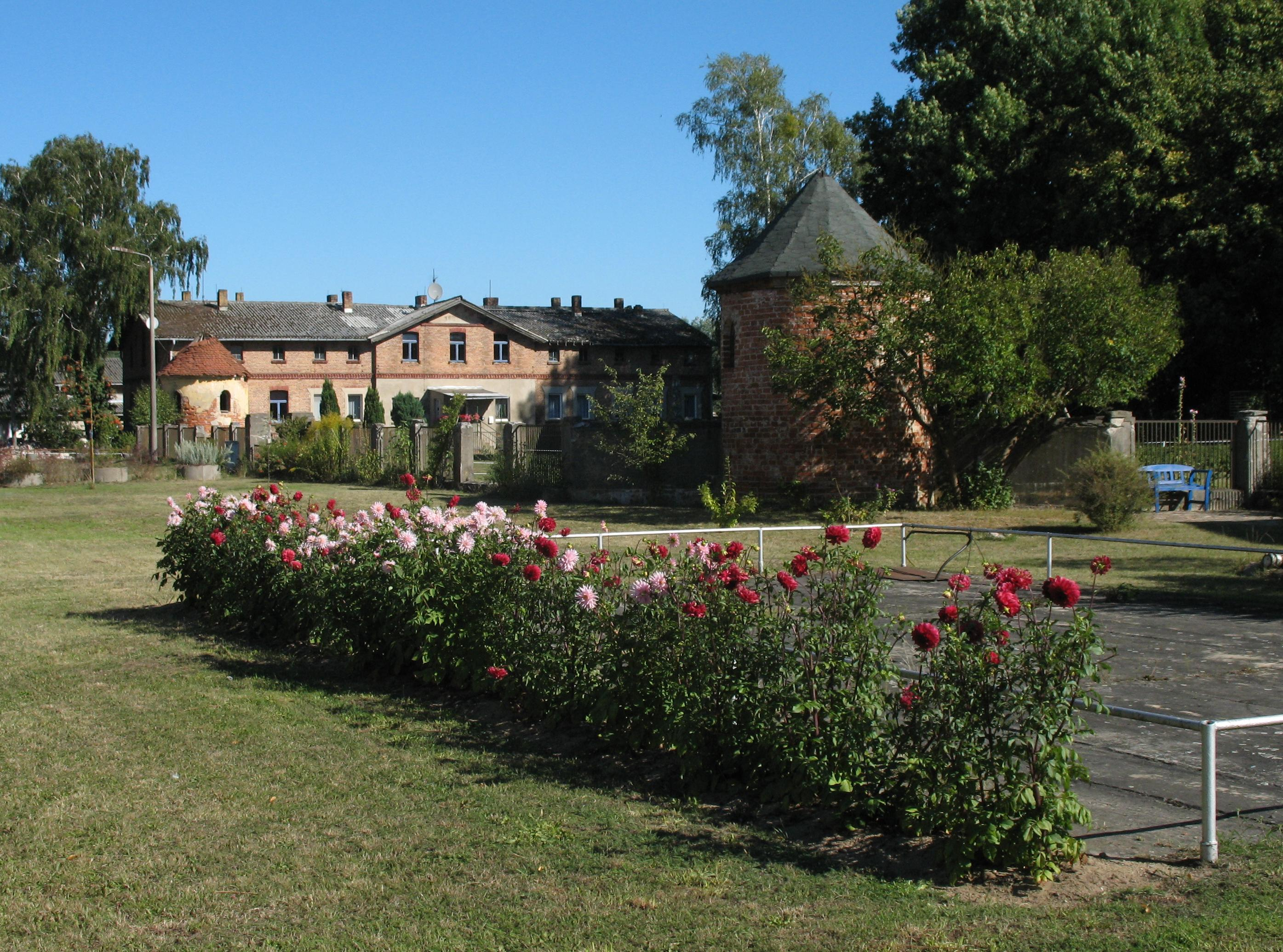
Ehemalige Gutsanlage

Die frühgotische Feldsteinkirche Blumenow aus der zweiten Hälfte des 13. Jahrhunderts in Blumenow befindet sich gegenüber der alten Gutsanlage. Nach Plänen der Architekten Paulus und Silloe aus Berlin wurde die Kirche im Sommer 1912 einer baulichen Überarbeitung unterzogen.
Sehenswert sind der quadratisch in das Kirchenhaus eingebaute Fachwerksturm (er wurde entsprechend der Architektur seines Vorgängers aus dem 18. Jahrhundert erneuert), in dem sich auch das Kirchenportal befindet. Der Turm besitzt eine Welsche Haube, der eine achtseitige Laterne mit steiler Pyramide aufgesetzt wurde.
Sehenswert ist auch das Kirchenschiff mit Kreuzgewölbe.
Als Innenausstattung gibt es den mehrgeschossigen Schnitzaltar im Renaissancestil aus dem 18. Jahrhundert mit den Nachbildungen der vier Evangelisten auf der Predella (Altaraufbau) und der Darstellung der Kreuzigung u. a. mehr.
Im Glockenturm der Kirche befindet sich die Heimatstube des Ortes. Hier gibt es Gegenstände aus bäuerlichen Haushalten zu besichtigen.
Die Ruhestätte der Gutsbesitzerfamilie von Oertzen ist die älteste Grabstätte auf dem Kirchfriedhof.
Sehenswert ist auch das Blumenower Storchennest, welches sich zu einem beliebten Naturwahrzeichen entwickelt hat. Es entstand in den 1950er Jahren und befindet sich auf der Esse der einstigen Kartoffel- und Getreidebrennerei des Gutes. Es wiegt inzwischen über zehn Zentner, besitzt einen ungefähren Durchmesser von zwei Metern bei einer Höhe von ca. 1,60 m.
Südlich von Blumenow steht frei auf einer Wiese eine Eiche mit einem Brusthöhenumfang von 8,80 m.